# Наследники: Недобрый мир
«Наследники: Недобрый мир» — американский сериал, созданный с использованием компьютерной анимации и основанный на фильме Descendants. Премьера состоялась 18 сентября 2015 года на канале Disney и его цифровых платформах и завершилась 3 марта 2017 года.
Сериал разворачивается после фильма и представляет новых персонажей с Острова Затерянных и Аурадона.
Это также первая оригинальная серия Disney Channel, основанная на оригинальном фильме Disney Channel.

## Сюжет
После коронации Бена в «Наследниках» дети-злодеи Мэл, Иви, Карлос и Джей успокаиваются, пока их злодейские родители все ещё бродят по острову Затерянных. История становится глубже, когда появляются новые дети-злодеи, Фредди (дочь доктора Фасилье), Си-Джей (дочь капитана Крюка) и Зевон (сын Измы).

## Производство
О создании сериала было объявлено сразу после выхода в эфир фильма «Наследники» на канале Disney. Бывший художник-раскадровщик Финеса и Ферба Алики Теофилопулос Граффт объявил в Твиттере, что она руководит сериалом с Дженни Куком в качестве продюсера, и что оригинальный состав будет воспроизводить свои роли. Каждая серия сериала будет длиться менее 5 минут.
13 июля 2016 года было объявлено, что сериал будет продлен на второй сезон и что Брэдли Стивен Перри будет добавлен в состав как Зевон, сын Измы, а Лорин Макклейн возьмет на себя озвучивание Фредди вместо её сестры Чайны Энн Макклейн, сыгравшую дочь Урсулы Уму в «Наследниках 2».